# Velmede (Adelsgeschlecht, Schachbalken)

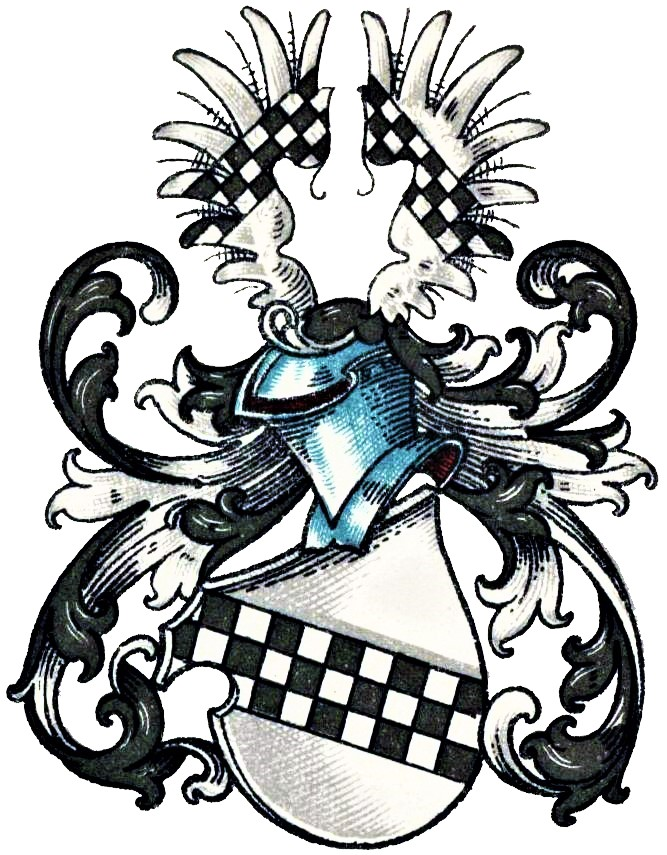
Wappen derer von Velmede (I) im Wappenbuch des Westfälischen Adels

Velmede ist der Name eines westfälischen Adelsgeschlechts.
Das Geschlecht ist von den gleichnamigen, ebenfalls zu Kamen ansässigen, aber Kornähren im Wappen führenden Herren von Velmede zu unterscheiden.

## Geschichte
Haus Velmede, der Stammsitz des hier behandelten ritterbürtigen Geschlechts der Grafschaft Mark, lag bei Kamen und war von 1260 bis 1580 im Besitz der Familie. In Kamen selbst besaß die Familie auch ein Burghaus (urkundl. 1483–1604). Bereits 1260 erscheint ein Lambert von Velmede. Der Knappe Johann von Velmede tritt urkundlich 1340 bis 1356 auf und wurde 1344 zu Limburg belehnt. 1347 wird ein Goswin von Velmede erwähnt. Johann von Velmede und seine Söhne Godeke, Goswin, Johann und Diederich erscheinen 1351. 1365 wird ein Knappe Alef von Velmede genannt. Diederich von Velmede war 1382 mit Heleke verheiratet und wurde 1394 zu Limburg belehnt. 1406 übertrug derselbe dem Johann von Schwansbel Land zu Garenfeld. Godeke von Velmede erscheint 1384 bis 1392, Johann von Velmede 1395 bis 1404. 1414 treten Gert und Johan von Velmede auf, 1417 Gosen von Velmede, verheiratet mit Kunne Smeling, Erbin zu Rosthusen im Amt Unna, und 1449 Evert von Velmede, der mit Aleke verheiratet war. 1419 und 1426 besiegelten Johann und Goddert von Velmede den Verbund der Ritterschaft und einigen Städten der Grafschaft Mark. Johann von Velmede († vor 1502) war mit Catharina von Lintloe († 1502) aus dem Haus Reede verheiratet. Goswin von Velmede erscheint urkundlich 1522 bis 1547. Er war mit Cathrin verheiratet. Ein Gosen von Velmede, Burgmann zu Kamen, war mit einer von Hafkensche verheiratet. Die Eheleute hatten zwei Töchter: 1. Catharina von Velmede war mit Evert von Langen verheiratet. 1596 erscheint sie als Witwe. 2. Anna von Velmede war zunächst mit einem von Berchen zu Aprath, in zweiter Ehe dann mit Cort oder Johann von Elverfeld zu Blomenau verheiratet. Sie lebte 1596 und noch 1604 als Witwe ohne Kinder.
Ob Goswin von Velmede, 1424–1429 Komtur der Kommende Reval, Mitglied der hier behandelten Familie oder der anderen Familie von Velmede angehörte, ist nicht bekannt.

## Wappen
Blasonierung: In Silber ein schrägrechter in drei Reihen von Schwarz und Silber geschafter Balken. Auf dem Helm ein offener silberner Flug, jeder Flügel nach außen absteigend mit dem Schachbalken belegt. Die Helmdecken sind schwarz-silbern.
Abweichend stellen Fahne, Gritzner, Kneschke und Ledebur dar, dass der Schild rot, nicht silbern tingiert ist. Darüber hinaus zeigen ältere Siegel nicht einen Schrägrechts-, sondern einen Querbalken. In einer Variante ist der Schild ferner belegt mit einem schrägrechts gestellten Schwert.